# Evaristus Thatho Bitsoane
Evaristus Thatho Bitsoane (* 17. September 1938 in Rojane, Basutoland; † 17. Juli 2010 in Qacha’s Nek, Lesotho) war römisch-katholischer Bischof von Qacha’s Nek in Lesotho.

## Leben
Evaristus Thatho Bitsoane empfing am 19. Dezember 1964 die Priesterweihe.
Papst Johannes Paul II. ernannte ihn 1981 zum Bischof des Bistums Qacha’s Nek. Die Bischofsweihe spendete ihm am 11. Oktober 1981 der Erzbischof von Maseru, Alfonso Liguori Morapeli OMI; Mitkonsekratoren waren George Francis Daniel, Erzbischof von Pretoria, und Paul Khoarai, Bischof von Leribe.
Er war von 1991 bis 1997 und von 2002 bis zu seinem Tod Präsident der Bischofskonferenz von Lesotho (Lesotho Catholic Bishops’ Conference, kurz LCBC).